# Achillein
Achillein (auch: L-4-Hydroxystachydrin, L-Betonicin) ist ein Pflanzeninhaltsstoff aus der Stoffgruppe der Pyrrolidin-Alkaloide. Die Verbindung zählt – in Form ihres Carboxylats – zu den Betainen. Chemisch ist Achillein ein N,N-dimethyliertes Derivat der proteinogenen Aminosäure L-Hydroxyprolin.

## Vorkommen

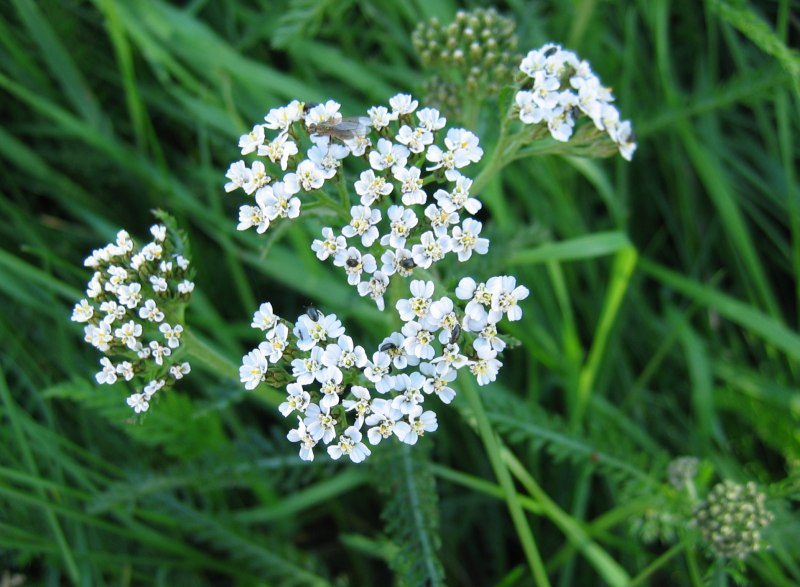
Gewöhnliche Wiesen-Schafgarbe (Achillea millefolium)

Achillein kommt im Heil-Ziest Stachys officinalis, auch Betonie genannt, vor. Es ist auch in der  gemeinen Schafgarbe (Achillea millefolium) enthalten.

## Eigenschaften
Achillein besitzt entzündungshemmende Eigenschaften.